# Ђиај ди Пракурте (Венеција)
Ђиај ди Пракурте (итал. Giai di Pracurte) је насеље у Италији у округу Венеција, региону Венето.
Према процени из 2011. у насељу је живело 48 становника. Насеље се налази на надморској висини од 3 м.